# ATS Buntentor
ATS Buntentor ist ein Sportverein aus dem Bremer Stadtteil Buntentor. Die erste Fußballmannschaft der Männer spielte fünf Jahre in der höchsten Bremer Amateurliga. Die erste Fußballmannschaft der Frauen nahm sieben Mal am DFB-Pokal teil und spielt derzeit in der Regionalliga-Nord. Die erste Lacrossemannschaft der Frauen spielt in der Bundesliga Nord, die Herren in der zweiten Bundesliga Nord. Zudem spielt die Floorballmannschaft als ATS Buntentor Knights in der Regionalliga. Die offiziell 2004 gegründete Laufabteilung des ATS Buntentor konnte diverse Titel bei Deutschen Meisterschaften, Norddeutschen Meisterschaften und Landesmeisterschaften im Einzel und im Team erringen. Bei Welt- und Europameisterschaften der Senioren erreichten Athleten die Endläufe. Boccia-Athletinnen des ATS Buntentor errangen bei den Special Olympics 2023 in Berlin mehrere Goldmedaillen.

## Geschichte
Der Verein entstand am 4. Oktober 1919, als sich der 1902 gegründete TV Fortschritt Bremen mit dem einst vom TV Fortschritt abgespaltenen TV Fortschritt der Südervorstadt zum Arbeiter Turn- und Sportverein Buntentor vereinten. Im Jahre 1933 wurde der Verein von den Nationalsozialisten verboten, worauf sich die Mitglieder dem VfB Komet Bremen anschlossen. Nach dem Zweiten Weltkrieg wurde die Sportgemeinschaft Buntentor gegründet, aus dem der heutige Allgemeine Turn- und Sportverein Buntentor entstand. Eine Blütezeit erlebt der Verein seit dem Vorstandswechsel von 2004. Von seinerzeit 800 ist die Mitgliederzahl auf über 2.800 im August 2023 angewachsen. Mit dem Sporthaus Kornstraße verfügt der Verein über eigene Hallen und Sporträume, so dass in den vergangenen Jahren auch diverse Gruppen in den Bereichen Tanzen, Kampfsport und Akrobatik aufgenommen werden konnten.

## Fußball

### Männerfußball
Die Männer des ATS Buntentor dominierten in den 1920er Jahren zusammen mit dem SV Weser 08 Bremen und dem Blumenthaler SV den Bremer Arbeiterfußball und erreichten im Jahre 1928 die Endrunde um die Deutsche ATSB-Meisterschaft. Nach dem Zweiten Weltkrieg stieg die Mannschaft 1952 in die Verbandsliga auf und erreichte zehn Jahre später erstmals die Landesliga, damals die höchste Bremer Spielklasse. In den 1960er und 1970er Jahren wurde ATS zu einer Fahrstuhlmannschaft und erreichte in den Spielzeiten 1969/70 und 1971/72 noch mal das Bremer Oberhaus. Nachdem sich der ATS bis 1981 in der Landesliga Bremen halten konnte, rutschte die Mannschaft bis 1985 in die Kreisliga ab. Zwischen 1995 und 2000 erreichte der Verein noch einmal die Landesliga. Nach einem zwischenzeitlichen Abstieg bis in die Kreisliga A wurde 2022 erneut der Aufstieg in die Landesliga gefeiert.
Mit Uwe Bracht brachte der Verein einen deutschen B-Nationalspieler hervor. Kevin Behrens wurde Bundesligaspieler beim 1. FC Union Berlin, wo er in der Saison 2023/24 in der Champions League antreten wird.

### Frauenfußball
Die Fußballerinnen des ATS Buntentor qualifizierten sich für den DFB-Pokal der Saisons 2000/01, 2001/02 und 2002/03. In der Saison 2001/02 erreichte die Mannschaft nach einem 2:0-Sieg beim FC Eintracht Schwerin die zweite Runde, wo man nach einem 0:8 gegen den SC Freiburg ausschied. Ein Jahr später unterlag ATS in der ersten Runde dem FFC Brauweiler Pulheim mit 1:16. Im Jahre 2001 stieg die Mannschaft in die damals zweitklassige Regionalliga Nord auf und sofort wieder ab. 2014 qualifizierte sich ATS erneut für den DFB-Pokal und unterlag in der ersten Runde dem VfL Bochum mit 0:13. Ein Jahr später gelang der Wiederaufstieg in die Regionalliga Nord, in der sowohl in der Saison 2015/16 als auch 2016/17 der Klassenerhalt geschafft wurde. Im DFB-Pokal der Saison 2015/2016 unterlag man in der ersten Runde dem Zweitbundesligisten Holstein Kiel mit 2:6. Im Jahr 2022 besiegte das Damen-Regionalliga-Team in der 1. Runde des DFB-Pokals den Hamburger SV nach Elfmeterschießen.
Mit Sarah Günther brachte ATS eine deutsche Nationalspielerin hervor. Seit 2011 wird der International-Girls-Cup beim ATS Buntentor ausgetragen.

## Floorball
Die ATS Buntentor Knights sind die 2005 gegründete Floorballabteilung des Vereins. Die Abteilung ist im Spielbetrieb vom Floorball Verband Niedersachsen-Bremen aktiv und zählt zu den größten Vereinen in Bremen. Neben sieben Jugendteams der Altersklassen U9 bis U17 gibt es zwei Erwachsenenteams, welche auf dem Groß- bzw. Kleinfeld spielen. Die 1. Mannschaft spielt aktuell in der höchsten regionalen Spielklasse (Jamasi Regionalliga Nordwest Großfeld). Die Heimspieltage der Knights werden in der Sporthalle Stadtwerder ausgetragen.

## Lacrosse
Das Damenteam der Lacrosseabteilung ATS Buntentor, die Snappenlikker, spielt in der ersten Bundesliga Nord, das Herrenteam Likkedeeler spielt in der zweiten Bundesliga Nord. Es existieren zudem U16-Jugendteams der Herren und Damen.

## Laufen
Die Laufabteilung und der Lauftreff bestehen beim ATS Buntentor eigenständig seit dem August 2004. Seit 1999 hatten Laufsportler, zunächst organisatorisch der Fußballabteilung untergeordnet, bereits an Landesmeisterschaften teilgenommen. Es gab seitdem diverse Titelgewinne und Medaillenränge bei regionalen und überregionalen Meisterschaften sowie Siege bei renommierten Straßenläufen. Die Aktiven halten derzeit mehr als zwanzig Bremer Landesrekorde und stellten bereits vier Mal den Seniorenleichtathleten des Jahres im Bereich des Bremer Landesverbandes. Im Jahre 2008 bauten die Mitglieder des Vereins in Eigenarbeit eine 1.050 Meter lange Finnbahn auf dem Gelände der Sportanlage Kuhhirten/Stadtwerder. Seit 2007 wird jährlich am 26. Dezember der Bremer Schoko-Crosslauf ausgetragen. Im Rahmen der Veranstaltung sammelt der Verein Weihnachtssüßigkeiten zugunsten der Bremer Tafel. Zwischen 2010 und 2017 fand achtmal der Staffellauf Sommerquartett statt. Die Veranstaltung wurde zwischenzeitlich eingestellt. Der dreimalig ausgetragene Kuhcross (QX) erlebte nach einer mehrjährigenen Pause eine Neuauflage als Kuhcross Reloaded im November 2021 mit veränderter Streckenführung und soll zukünftig als Wettkampfstrecke für regionale und überregionale Meisterschaften dienen. Seit 2015 wird auf dem Sportgelände ein stetig wachsender Parcours für den Extrem-Hindernislauf Obstacle-Course-Race (OCR) gebaut. Seit 2018 findet mit dem Crow Mountain Survival ein vom Verein, in Kooperation mit bremen RAcing, organisierter OCR-Wettkampf im Zentrum Bremens statt. Nächster Termin ist der 17. September 2023.

## Einsatzstelle Freiwilligendienst
Der ATS Buntentor bietet seit nunmehr 16 Jahren jungen Menschen die Möglichkeit, ein Freiwilliges soziales Jahr im Verein zu absolvieren. Seit Sommer 2020 ist der ATS anerkannte Einsatzstelle für Freiwillige der Deutschen Sportjugend. Das Aufgabenfeld ist sehr vielfältig und ragt weit über die bloße Büroarbeit hinaus. So werden unter anderem die Platzwarte bei ihrer Arbeit unterstützt und im Fußballbereich als Trainer ausgeholfen.
Des Weiteren wird im Zuge des Freiwilligendienstes den FSJlern die Möglichkeit geboten, in unterschiedliche Bereiche des Sportes reinzuschnuppern. Zum Beispiel können die Freiwilligen einen Trainerlehrgang in vielen unterschiedlichen Bereichen des Sportes absolvieren und mit der Grundschule am Buntentorsteinweg in Zusammenarbeit eine Ballsport-AG anleiten.
Aktuell beschäftigt der Verein gleich zwei Freiwillige der Freiwilligenstaffel 2021/2022 der Deutschen Sportjugend – unter anderem einen der zwei gewählten Staffelleiter für den Einsatzbereich Bremen-Stadt, Oskar Graf. Dieser wird im Frühjahr 2022 die Interessen der Bremer Sportjugend auf der alljährlichen Staffelleiterkonferenz in Frankfurt, gemeinsam mit den Zuständigen der BSJ, vertreten.